# Kozjak (slap)
Slap Kozjak, tudi slap Veliki Kozjak, je najvišji in najbolj prepoznaven slap na potoku Kozjak, ki se pri Kobaridu izliva v reko Sočo. Potok Kozjak je levi pritok Soče in izvira visoko pod grebeni Oblega brda (1957m) in Krnčice (2142m). Vanj se zliva več manjših potokov, med njimi je najpomembnejši Muhrank, ki teče skozi Drežniške Ravne in Magozd. 
Potok Kozjak je izdolbel korita in prek skalnih pregrad pada kar šest slapov, od katerih je najbolj znan drugi slap Veliki Kozjak, ki je visok 15 metrov. Veliki Kozjak je ena največjih kobariških znamenitosti, tudi zaradi lahke dostopnosti. Slap je izdolbel temačno dvorano, ki se ji je udrl strop in katere dno zaliva tolmun modrozelene barve. 
Do njega vodi lepo urejena pešpot, ki se začne v Kobaridu pri mostu, imenovanem Napoleonov most, prečka večjo senožet, na koncu te, pa pri kamnitem mostu iz leta 1895, blizu sotočja Kozjaka in Soče, pa je tudi prvi slap, imenovan Mali Kozjak (višina 8 m), ki pada v tolmun 10 m globoko. Ob poti je tudi na nekaj kavern, ostankov prve svetovne vojne.
Zgornji štirje slapovi so težko dostopni, saj do njih ni urejene pešpoti.
Od junija 2019 je za ogled slapu treba plačati nadomestilo za uporabo turistične infrastrukture, ki ga pobira Občina Kobarid.